# 阿爾特豪斯施奈德圖爾姆山
47°03′51″N 12°13′56″E / 47.064135°N 12.232272°E

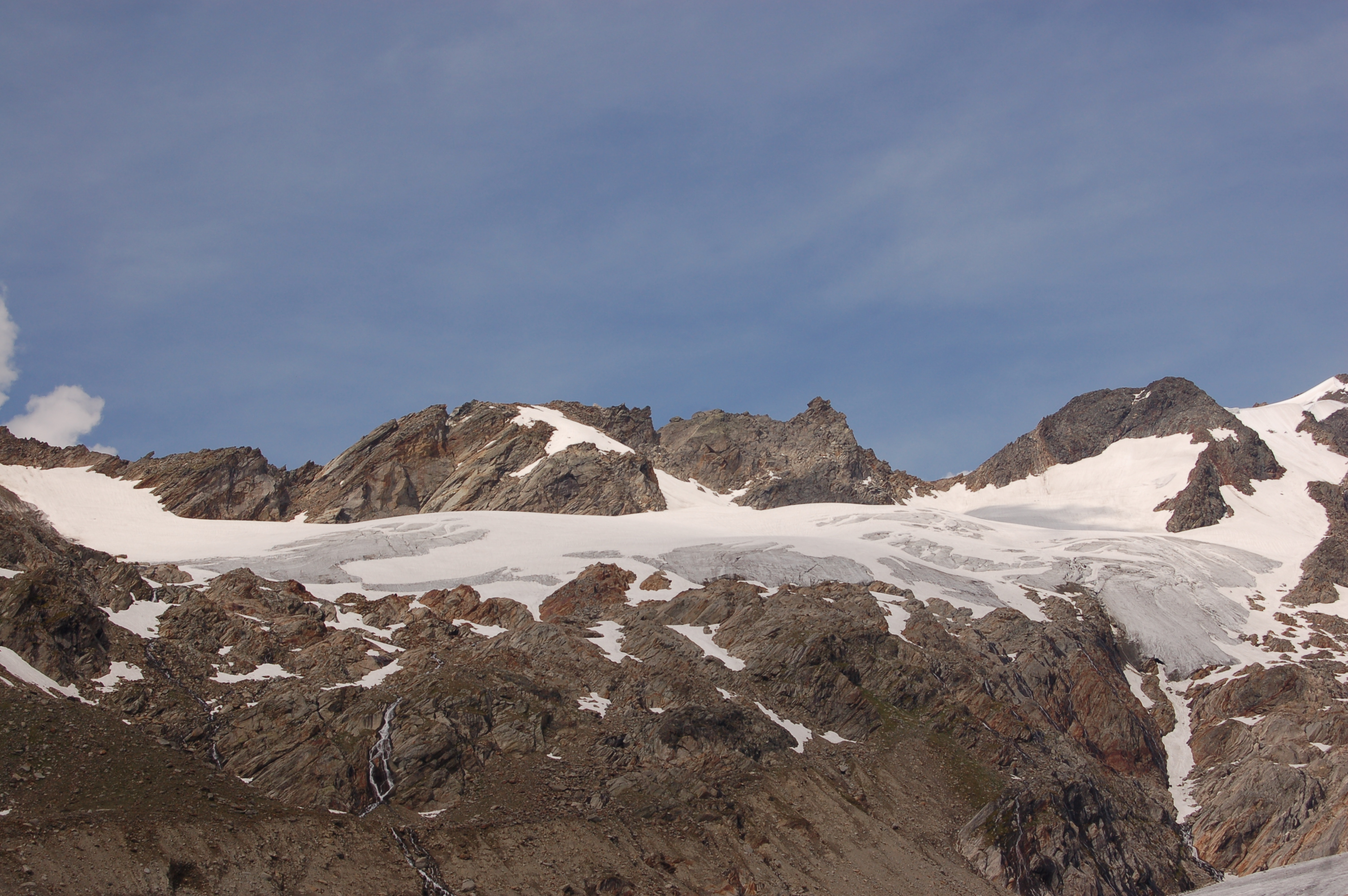

阿爾特豪斯施奈德圖爾姆山（德語：Althausschneideturm），是中歐的山峰，位於奧地利和意大利接壤的邊境，屬於維內迪傑山脈的一部分，海拔高度3,226米，每年平均降雨量1,971毫米，人類在1981年首次登頂。